# Madonna del Terremoto
Madonna del Terremoto är en kyrkobyggnad i Mantua, helgad åt Jungfru Maria. Kyrkan är belägen vid Piazza Matilde di Canossa och uppfördes år 1754 i tacksägelse för att Jungfru Maria beskyddade Mantua från jordbävningskatastrofen år 1693.
Interiören hyser kopior av målningarna Jesu födelse och Pietà, utförda av Giuseppe Bazzani; originalen befinner sig i Museo diocesano Francesco Gonzaga.